# Саенко, Александр Александрович
Алекса́ндр Алекса́ндрович Сае́нко (5 марта 1978, Потсдам) — российский футболист, полузащитник.

## Карьера
- 30 июня 1996 года в составе краснодарского «Колоса»[1], сыграл в Кубке России[2].
- 1996—1998 в составе «Ростсельмаша», за который дебютировал в Высшей лиге России. Сыграл 2 матча: 2 и 12 октября 1996, в обоих случаях выйдя на замену в самом конце встречи.
- В 1996—1997 годах сыграл 31 матч (3 гола) за «Ростсельмаш-д» в Третьей лиге и выступал за «Ростсельмаш-2» во Второй лиге в 1998 году (23 года, 2 мяча).
- В 1999 перешёл в «Кубань»
  - сезон 1999 года: сыграл 35 матчей и забил 5 голов[3].
  - сезон 2000 года: сыграл 12 матчей и забил 4 гола (в первенстве) и 2 встречи, в которых забил 1 гол, в Кубке.
  - сезон 2001 года: принял участие лишь в 1 матче, выйдя на замену в самом конце встречи.
- В 2003 году выступал за анапский «Спартак», в составе которого провёл 9 игр.

Завершил карьеру рано, ввиду нефутбольных жизненных обстоятельств.